# Войцехівський Юрій Олександрович
Войцехі́вський (Войцеховський) Ю́рій Олекса́ндрович (березень 1883 , Спичинці, Київська губернія  — 25 жовтня 1937 , Київ ) — український радянський державний діяч, голова Київського окружного виконкому і Київської міської ради (1928–1932), секретар ВУЦВК (1932–1936). Кандидат у члени ЦК КП(б)У (листопад 1927 — червень 1930). Член ЦК КП(б)У (червень 1930 — травень 1937). Член Ревізійної комісії КП(б)У (червень — липень 1937).

## Біографія
Народився в березні 1883 року в містечку Спичинці, тепер Погребищенський район Вінницька область, Україна. Мав вищу освіту, закінчив Київський комерційний інститут. З 1904 по 1911 рік був членом УСДРП, у 1918–1920 роках входив до партії боротьбистів. З 1920 року — член КП(б)У.
У 1919 році — член колегії Народного комісаріату освіти Української СРР. У 1920 році — завідувач Подільського губернського фінансового відділу, завідувач Подільського губернського продовольчого відділу. У 1920—1925 роках — член колегії і головного правління Цукротресту в місті Києві, директор Українського державного банку. У 1925—1928 роках — голова правління Державного видавництва України (ДВУ).
13 січня 1928 року був кооптований до складу та обраний головою Київського окружного виконкому. Цю посаду він обіймав до вересня 1930 року, коли були розформовані окружні органи влади. У лютому 1928 року Войцехівського також було обрано головою Київської міської ради. На цій посаді він працював до січня 1932 року.
20 січня 1932 року Войцехівський був призначений на посаду заступника Народного комісара земельних справ УСРР. Від 9 лютого 1932 року до 5 квітня 1936 року обіймав посаду секретаря ВУЦВК, з 14 жовтня 1936 року — заступник голови Найвищого (Верховного) суду УРСР. Член Центрального комітету КП(б)У, брав участь у кількох всеукраїнських та всесоюзних з'їздах Рад.
Заарештований у Києві 23 липня 1937 року. 24 жовтня того ж року Воєнною колегією Верховного суду СРСР як «учасник та один з керівників антирадянської націоналістичної терористичної організації на Україні» за статтями 54-1а, 54-8, 54-11 Кримінального кодексу УРСР був засуджений до вищої міри покарання — розстрілу, з конфіскацією майна. 25 жовтня 1937 року був розстріляний у Києві.
У 1956 році Воєнною колегією Верховного суду СРСР Войцехівський був реабілітований за відсутністю складу злочину (посмертно).